# Mame Bassine Niang
Marie "Mame" Bassine Niang (Tambacounda, 1951 — Dakar, 27 de setembro de 2013) foi uma advogada senegalsa.

## Biografia
Nascida em uma família muçulmana em 1951 em Tambacounda, Senegal, Mame Bassin Niang estudou direito na França, precisamente na comuna francesa de Aix-en-Provence. Após concluir seus estudos, voltou para o Senegal, onde tornou-se a primeira mulher negra advogada a ser aceita na ordem dos advogados em Dakar em 1975.
Sua carreira profissional focou na defesa dos direitos humanos em um contexto de restrições à liberdade de pensamento. Seu comprometimento levou-a a criar a Organização Nacional pelos Direitos Humanos do Senegal, da qual foi a primeira presidente.
Considerada uma ícone feminista e preocupada com a questão da emancipação da mulher, Niang foi uma das membros fundadoras da Associação dos Juristas Senegaleses. Também foi a vice-presidente da Fundação Internacional de Mulheres Juristas, além de alta comissária para os Direitos Humanos durante a presidência de Abdoulaye Wade. Niang morreu no dia 27 de setembro de 2013 em Dakar, depois de uma longa doença, aos 62 anos de idade.

### Nota
- Este artigo foi inicialmente traduzido, total ou parcialmente, do artigo da Wikipédia em inglês cujo título é «Mame Bassine Niang», especificamente desta versão.